# Чьяпилья
Чьяпилья (исп. Chiapilla) — посёлок в Мексике, штат Чьяпас, входит в состав одноимённого муниципалитета и является его административным центром. Численность населения, по данным переписи 2020 года, составила 4329 человек.

## Общие сведения
Название Chiapilla с ацтекского языка можно перевести как — маленькая река, утекающая под гору.
Поселение было основано в доиспанский период народом чьяпанеки на берегу реки Грихальва.
В 1852 году из-за угрозы подтопления и невозможности расширения поселения, оно было перенесено на 3 км севернее.
В 1931 году в посёлок был проведён водопровод.

## Демография
| Год  | Численность | Численность |
| ---- | ----------- | ----------- |
| 1990 | 3380        | [ 5 ]       |
| 1995 | 3481        | [ 5 ]       |
| 2000 | 3820        | [ 5 ]       |
| 2005 | 3593        | [ 6 ]       |
| 2010 | 3809        | [ 7 ]       |
| 2020 | 4329        | [ 8 ]       |